# ژرسون
ژِرسون (پرتغالی: Gérson؛ زادهٔ ۱۱ ژانویهٔ ۱۹۴۱) مشهور به چپ‌پای طلایی (Canhotinha de ouro) فوتبالیست بازنشستهٔ اهل برزیل در پست هافبک است.
او بارها با باشگاه‌های بوتافوگو، سائو پائولو، فلامینگو، فلومیننزه و تیم ملی فوتبال برزیل موفق به
کسب جام‌های باشگاهی و ملی شده است.
ژرسون مغز متفکر نسل طلایی تیم ملی برزیل بود که مقتدرانه قهرمان جام جهانی فوتبال ۱۹۷۰ شدند.